# La Reine Sylvie
La Reine Sylvie est un téléfilm français réalisé par Renaud Bertrand et diffusé sur France 3 le 22 octobre 2006.

## Fiche technique
Source : IMDb, sauf mention contraire
- Réalisateur : Renaud Bertrand
- Producteurs exécutifs : Anne Claeys et Francis Cloiseau
- Musique du film : Stéphane Zidi
- Directeur de la photographie : Marc Koninckx
- Son : Philippe Richard et Jean Casanova
- Montage : Benoit Samaran et Didier Vandewattyne
- Distribution des rôles : Mamade
- Coordinateur des cascades : Jean-Louis Airola
- Société(s) de production : France 3
- Pays d'origine : France
- Durée : 95 minutes
- Date de diffusion :
  -  France : 22 octobre 2006 sur FR3

## Distribution
- Line Renaud : Sylvie Ferrère
- Nicolas Silberg : Louis Fortier
- Geneviève Fontanel : Madeleine
- Élisabeth Vitali : Marie
- Juliette Delègue : Cathy
- Daphné Baiwir : Delphine
- Raphaël Krepser : Jacques
- Marc Rioufol : Gérard
- Sacha Briquet : Guy
- Salvatore Adamo : En personne
- Hugues Aufray : En personne
- Alexandra Kazan : L'animatrice TV
- Thomas Baelde : L'assistant de plateau
- Sandrine Facerias : La maquilleuse
- Riton Liebmann : Le maire
- Serge Flamenbaum : Paul
- Leslie Vicas-Bertrand : La concierge
- Bruno Tuchszer : Le maître d'hôtel
- Lucas Bonnifait : Le programmateur de l'émission
- Thierry Bertein : Robert
- Catherine Hosmalin : Corinne
- Samuel Dupuis : Le préposé EDF
- Philippe Peltier : Le directeur de la poste
- Marie Polet : La préposée de la poste
- Sarah Leboucq : L'animatrice mairie
- Sébastien Bonnaire : Le vigile
- Loulou : Marcello